# Milan Đ. Milićević
Milan Đakov Milićević (en serbe cyrillique : Милан Ђаков Милићевић ; né le 4 juin 1831 à Ripanj et mort le 17 novembre 1908 à Belgrade) fut l'un des fondateurs de l'Association des écrivains de Serbie et son premier président.
Milan Đakov Milićević était géographe, ethnographe et historien. Romancier et nouvelliste, il fut également une personnalité politique du royaume de Serbie.

## Biographie
Milan Milićević est né dans une famille ancienne et aisée de Ripanj, une localité située à environ 25 km au sud de Belgrade, au pied du mont Avala. Alors qu'il était adolescent, ses parents s'installèrent à
Belgrade. Après ses études secondaires, il entra à la Velika škola, où il entreprit des études de théologie et de pédagogie. La vie universitaire exerça sur lui une grande influence et lui fournit une grande partie de ses sujets littéraires. Diplômé en 1850, il enseigna à Lešnica et, en 1851, à Topola. En 1852, Milićević prit une charge ecclésiastique à Valjevo et fut rapidement transféré à Belgrade, avant de rejoindre le ministère de la Culture. En 1855, Milićević fut rattaché au ministère des Affaires étrangères, où il resta jusqu'en 1861. De 1861 à 1880, il fut le secrétaire du ministre de l'Éducation. En 1884, le ministre de l'Éducation en fit son conseiller et, en 1886, Milićević devint bibliothécaire en chef de la Bibliothèque nationale de Serbie. Il entra au Parlement en tant que député de Belgrade et membre du Parti progressiste serbe dirigé par Milutin Garašanin, le fils d'Ilija Garašanin, et par Vladan Đorđević. De 1896 à 1899, il fut président de l'Académie serbe des sciences et des arts et il prit sa retraite en 1899.
Milan Milićević est mort à Belgrade en 1908.

## Le pédagogue et le traducteur
De 1868 à 1876, Milićević édita Škola (« L'École »), un journal trimestriel consacré à la pédagogie. Parmi ses ouvrages pédagogiques, on peut citer, entre autres, Les Écoles en Serbie (1868), Le Guide des études (1869), Les Études pédagogiques (1870), L'Hygiène à l'école (1870), une Histoire de la pédagogie (1871), La Discipline à l'école (1871) ou encore Des Écoles pour les droits et les devoirs des citoyens (1873). 
Quand Milićević devint secrétaire du ministre de l'Éducation, il mit en application les méthodes pédagogiques de réformateurs célèbres, comme Dositej Obradović (Serbie), Teodor Janković-Mirijevski (Autriche et Russie), Johann Heinrich Pestalozzi (Suisse), Friedrich Fröbel (Allemagne), Adolph Diesterweg (Allemagne) et Ferdinand Buisson (France). Il traduisit les ouvrages de plusieurs auteurs français : Paris en Amérique d'Édouard Laboulaye (1863); L'Histoire morale des femmes (1848) et Les Pères et les Enfants au XIXe siècle (Vols. 1 & 2, 1867) d'Ernest Legouvé, La Femme au XXe siècle de Jules Simon, Émile de Jean-Jacques Rousseau ainsi que des œuvres de Montesquieu (Lettres persanes) et de Jules Sandeau (La Roche aux mouettes). Milićević traduisit aussi des ouvrages russes comme l'Histoire des Serbes et des Bulgares d'Aleksandr Hilferding et une nouvelle d'Ignaty Potapenko, La véritable Vocation.

## L'historien et l'ethnographe
Les premiers livres de Milićević portaient sur l'histoire, la géographie et les coutumes du peuple serbe. En 1857, il publia deux ouvrages, Le Paysan serbe et Les Villes serbes, qui attirèrent l'attention. Ces ouvrages furent suivis par un troisième intitulé La Vie des paysans serbes (Vol 1, 1868 ; Vol. 2, 1873 ; Vol 3, 1877). 
Très tôt, Milićević apprécia les coutumes et les traditions nationales, qu'il apprit à connaître notamment dans la littérature populaire, légendes, chansons, contes de fée, recueillie et publiée par Vuk Stefanović Karadžić.
Dans l'introduction à sa Principauté de Serbie (1876), Milićević affirme : « La connaissance est une illumination, la volonté est la puissance ; travaillons jour et nuit ».

## L'homme politique
Milićević fut membre du Parti progressiste serbe dirigé par Milutin Garašanin et Vladan Đorđević. Le parti avait été créé par un groupe de jeunes conservateurs, imprégnés des idées libérales occidentales. Leurs chefs étaient Milan Piroćanac, Čedomilj Mijatović, l'historien Stojan Novaković ou encore les poètes Milan Kujundžić Aberdar et Milorad Popović Šapčanin. 

## Œuvre littéraire
Le critique littéraire Jovan Skerlić compare Milićević à l'écrivain d'origine monténégrine Stjepan Mitrov Ljubiša (1824–1878). Tous deux sont réputés pour leur talent de conteurs, tout comme, dans la génération précédente, Joksim Nović Otočanin et Jovan Sundečić.